# Ilha Brasil (Ijaci)
A Ilha Brasil é uma ilha lacustre artificial localizada no reservatório da Usina Hidrelétrica do Funil, no município de Ijaci, no estado de Minas Gerais, Brasil. A ilha foi originada pela inundação do terreno circundante pelas águas do reservatório da usina a partir de 8 de novembro de 2002, data de início do enchimento do reservatório. Com uma área de aproximadamente 24,97 hectares, é a maior ilha da represa do Funil.

## Dados gerais
A Ilha Brasil localiza-se totalmente no território do município de Ijaci, próximo dos limites com os municípios de Bom Sucesso, Ibituruna e Itumirim, em Minas Gerais. Antes do enchimento do reservatório do Funil, a maior parte do terreno já estava modificada por atividades agropecuárias, restando pouca área com vegetação nativa. Após o enchimento, todo o terreno foi cercado por águas represadas do rio Grande. A única ligação para acesso à ilha ocorre por meio de uma ponte construída em estrada pavimentada desde o centro da cidade.
Após o enchimento, o terreno da ilha foi loteado para construção de condomínio residencial. O loteamento só foi possível após pedido de intervenção em área de preservação permanente, concedido pelas autoridades públicas estaduais, uma vez que todo o território da ilha se encontra em área de preservação permanente.